# Álex Rins
Alejandro Rins Navarro (Barcelona, España, 8 de diciembre de 1995), más conocido como Álex Rins, es un piloto español de motociclismo que compite en el Campeonato del Mundo de MotoGP desde 2017. Después de cinco temporadas en el equipo Suzuki Ecstar, donde resultó tercero en 2020, compitió para el LCR Honda en 2023, y forma parte del Monster Energy Yamaha desde 2024. Ha sido dos veces subcampeón del mundo, en la categoría de Moto3 en 2013 y de Moto2 en 2015.

## Biografía
Alex Rins comenzó a pilotar con apenas seis años. Con tan solo 7 hizo su primera carrera oficial con una moto en el campeonato regional de Cataluña. Compitió en Supermotard en 50cc, 65cc, 70cc y 85cc antes de ganar el título MiniGP de Cataluña en 70cc. A continuación pasó a competir en el campeonato catalán Pre125GP, que se adjudicó, y en el Campeonato de Europa de 125cc GP, que concluyó en 3.ª posición. El siguiente paso de Rins fue el CEV Buckler. El barcelonés entró en el certamen español en la categoría de 125GP en 2010 con Monlau Competición, sobre una Aprilia RS, y terminó tercero de la general. Al año siguiente ganó el título de 125cc para el equipo CatalunyaCaixa Repsol y fue segundo en el Campeonato de Europa de 125cc.

### Campeonato de Moto3
En 2012 desembarcó en el Mundial de Moto3 de la mano del Estrella Galicia 0,0, y mostró destellos de su calidad ya en su segundo GP en Jerez, donde se adjudicó la pole. En Le Mans y bajo unas duras condiciones, confirmó su talento al conseguir su primer podio mundialista tras salir desde la 26.ª posición. Concluyó la campaña en 4.ª posición, adjudicándose además el trofeo de Mejor Novato del Año. En 2013, con la misma escudería y una moto KTM quedó subcampeón del mundo de esta categoría.
Siguió compitiendo para el Estrella Galicia 0,0 junto a Álex Márquez en 2013, que resultaría ser su gran avance. Vinales, Salom y Rins dominaron toda la temporada con Rins consiguiendo 6 victorias, 14 podios y 8 poles y estuvo en la carrera por el título durante toda la temporada, y terminó en segundo lugar solo a Maverick Viñales por un margen muy pequeño de 12 puntos.
Continuó su carrera por Estrella Galicia 0,0 en 2014. Sin embargo, la temporada de 2014 tuvo un descenso en el rendimiento de Rins con 2 victorias, 8 podios y 4 poles, que fue menor que su rendimiento del año anterior y finalmente terminó la temporada en el tercer lugar en el campeonato de pilotos.

### Moto2
Rins se trasladó a Moto2 para la temporada 2015 con el equipo Páginas Amarillas HP 40 montando una kalex y cambió su número de 42 a 40. 2015 fue una temporada muy buena para Rins. En una temporada dominada por Johann Zarco, Rins consiguió 2 victorias y 10 podios. Finalizando segundo en la clasificación final y ganando el premio al novato del año.
Rins siguió corriendo en Moto2 en la temporada 2016 con el mismo equipo, teniendo a Edgar Pons como compañero de equipo.

### MotoGP
Rins se mueve hasta la categoría de MotoGP para la temporada 2017 con el equipo Suzuki Ecstar junto a su nuevo compañero de equipo, Andrea Iannone, y cambia su número de 40 a 42.

## Resultados

### Campeonato del Mundo de Motociclismo
Sistema de puntuación de 1993 hasta 2022:
| Posición | 1.º | 2.º | 3.º | 4.º | 5.º | 6.º | 7.º | 8.º | 9.º | 10.º | 11.º | 12.º | 13.º | 14.º | 15.º |
| Puntos   | 25  | 20  | 16  | 13  | 11  | 10  | 9   | 8   | 7   | 6    | 5    | 4    | 3    | 2    | 1    |

Sistema de puntuación desde 2023 en adelante:
| Posición       | 1.º | 2.º | 3.º | 4.º | 5.º | 6.º | 7.º | 8.º | 9.º | 10.º | 11.º | 12.º | 13.º | 14.º | 15.º |
| Puntos         | 25  | 20  | 16  | 13  | 11  | 10  | 9   | 8   | 7   | 6    | 5    | 4    | 3    | 2    | 1    |
| Carrera sprint | 12  | 9   | 7   | 6   | 5   | 4   | 3   | 2   | 1   |      |      |      |      |      |      |

#### Por categoría
| Cat.   | Temporadas      | 1.er Gran Premio | 1.er Podio      | 1.ª Victoria      | Carreras | Victorias | Podios | Pole | V.Rap | Pts. | CM |
| ------ | --------------- | ---------------- | --------------- | ----------------- | -------- | --------- | ------ | ---- | ----- | ---- | -- |
| Moto3  | 2012–2014       | Catar 2012       | Francia 2012    | Américas 2013     | 52       | 8         | 23     | 13   | 5     | 689  | 0  |
| Moto2  | 2015–2016       | Catar 2015       | Américas 2015   | Indianápolis 2015 | 36       | 4         | 17     | 4    | 7     | 448  | 0  |
| MotoGP | 2017-presente   | Catar 2017       | Argentina 2018  | Américas 2019     | 115      | 6         | 18     | 0    | 7     | 906  | 0  |
| Total  | 2012-actualidad | 2012-actualidad  | 2012-actualidad | 2012-actualidad   | 203      | 18        | 58     | 17   | 19    | 2043 | 0  |

#### Por temporada
| Temp. | Cat.   | Moto        | Equipo                       | N.º   | Carreras | Victorias | Podios | Poles | V.Ráp. | Pts. | Pos. |
| ----- | ------ | ----------- | ---------------------------- | ----- | -------- | --------- | ------ | ----- | ------ | ---- | ---- |
| 2012  | Moto3  | Suter Honda | Estrella Galicia 0,0         | 42    | 17       | 0         | 1      | 1     | 1      | 141  | 5.º  |
| 2013  | Moto3  | KTM         | Estrella Galicia 0,0         | 42    | 17       | 6         | 14     | 8     | 1      | 311  | 2.º  |
| 2014  | Moto3  | Honda       | Estrella Galicia 0,0         | 42    | 18       | 2         | 8      | 4     | 3      | 237  | 3.º  |
| 2015  | Moto2  | Kalex       | Páginas Amarillas HP 40      | 40    | 18       | 2         | 10     | 3     | 4      | 234  | 2.º  |
| 2016  | Moto2  | Kalex       | Páginas Amarillas HP 40      | 40    | 18       | 2         | 7      | 1     | 3      | 214  | 3.º  |
| 2017  | MotoGP | Suzuki      | Equipo Suzuki Ecstar MotoGP  | 42    | 13       | 0         | 0      | 0     | 0      | 59   | 16.º |
| 2018  | MotoGP | Suzuki      | Equipo Suzuki Ecstar MotoGP  | 42    | 18       | 0         | 5      | 0     | 1      | 169  | 5.º  |
| 2019  | MotoGP | Suzuki      | Equipo Suzuki Ecstar MotoGP  | 42    | 19       | 2         | 3      | 0     | 1      | 205  | 4.º  |
| 2020  | MotoGP | Suzuki      | Equipo Suzuki Ecstar MotoGP  | 42    | 13       | 1         | 4      | 0     | 2      | 139  | 3.º  |
| 2021  | MotoGP | Suzuki      | Equipo Suzuki Ecstar MotoGP  | 42    | 17       | 0         | 1      | 0     | 1      | 99   | 13.º |
| 2022  | MotoGP | Suzuki      | Equipo Suzuki Ecstar MotoGP  | 42    | 19       | 2         | 4      | 0     | 1      | 173  | 7.º  |
| 2023  | MotoGP | Honda       | LCR Honda Castrol            | 42    | 7        | 1         | 1      | 0     | 1      | 54   | 19.º |
| 2024  | MotoGP | Yamaha      | Monster Energy Yamaha MotoGP | 42    | 17       | 0         | 0      | 0     | 0      | 31   | 18.º |
| 2025  | MotoGP | Yamaha      | Monster Energy Yamaha MotoGP | 42    |          |           |        |       |        | *    | *    |
| Total | Total  | Total       | Total                        | Total | 211      | 18        | 58     | 17    | 19     | 2066 |      |

#### Carreras por año
| Año  | Cat.   | Moto        | 1        | 2         | 3         | 4         | 5         | 6        | 7        | 8         | 9        | 10       | 11        | 12       | 13      | 14      | 15       | 16      | 17       | 18        | 19      | 20        | 21  | 22  | Pos. | Pts. |
| ---- | ------ | ----------- | -------- | --------- | --------- | --------- | --------- | -------- | -------- | --------- | -------- | -------- | --------- | -------- | ------- | ------- | -------- | ------- | -------- | --------- | ------- | --------- | --- | --- | ---- | ---- |
| 2012 | Moto3  | Suter Honda | QAT 10   | SPA 4     | POR 7     | FRA 3     | CAT Ret   | GBR Ret  | NED 6    | GER 20    | ITA 7    | IND 7    | CZE 5     | RSM 4    | ARA 6   | JPN 4   | MAL 7    | AUS 4   | VAL 16   |           |         |           |     |     | 5.º  | 141  |
| 2013 | Moto3  | KTM         | QAT 3    | AME 1     | SPA Ret   | FRA 2     | ITA 2     | CAT 2    | NED 3    | GER 1     | IND 1    | CZE 4    | GBR 2     | RSM 1    | ARA 1   | MAL 2   | AUS 1    | JPN 24  | VAL 3    |           |         |           |     |     | 2.º  | 311  |
| 2014 | Moto3  | Honda       | QAT 5    | AME 4     | ARG 5     | SPA 3     | FRA 2     | ITA 3    | CAT Ret  | NED 2     | GER Ret  | IND 5    | CZE 9     | GBR 1    | RSM 1   | ARA 4   | JPN 10   | AUS 3   | MAL 3    | VAL 5     |         |           |     |     | 3.º  | 237  |
| 2015 | Moto2  | Kalex       | QAT 4    | AME 3     | ARG 2     | SPA 18    | FRA 17    | ITA 11   | CAT 2    | NED 4     | GER 3    | IND 1    | CZE 3     | GBR 2    | RSM DSQ | ARA 2   | JPN 11   | AUS 1   | MAL Ret  | VAL 2     |         |           |     |     | 2.º  | 234  |
| 2016 | Moto2  | Kalex       | QAT 8    | ARG 4     | AME 1     | SPA 3     | FRA 1     | ITA 7    | CAT 2    | NED 6     | GER Ret  | AUT 3    | CZE 2     | GBR 7    | RSM 2   | ARA 6   | JPN 20   | AUS Ret | MAL 14   | VAL 5     |         |           |     |     | 3.º  | 214  |
| 2017 | MotoGP | Suzuki      | QAT 9    | ARG Ret   | AME DNS   | SPA       | FRA       | ITA      | CAT      | NED 17    | GER 21   | CZE 11   | AUT 16    | GBR 9    | RSM 8   | ARA 17  | JPN 5    | AUS 8   | MAL DSQ  | VAL 4     |         |           |     |     | 16.º | 59   |
| 2018 | MotoGP | Suzuki      | QAT Ret  | ARG 3     | AME Ret   | SPA Ret   | FRA 10    | ITA 5    | CAT Ret  | NED 2     | GER Ret  | CZE 11   | AUT 8     | GBR C    | RSM 4   | ARA 4   | THA 6    | JPN 3   | AUS 5    | MAL 2     | VAL 2   |           |     |     | 5.º  | 169  |
| 2019 | MotoGP | Suzuki      | QAT 4    | ARG 5     | AME 1     | SPA 2     | FRA 10    | ITA 4    | CAT 4    | NED Ret   | GER Ret  | CZE 4    | AUT 6     | GBR 1    | RSM Ret | ARA 9   | THA 5    | JPN 7   | AUS 9    | MAL 5     | VAL 5   |           |     |     | 4.º  | 205  |
| 2020 | MotoGP | Suzuki      | QAT C    | SPA DNS   | AND 10    | CZE 4     | AUT Ret   | EST 6    | RSM 5    | ERM 12    | CAT 3    | FRA Ret  | ARA 1     | TER 2    | EUR 2   | VAL 4   | POR 15   |         |          |           |         |           |     |     | 3.º  | 139  |
| 2021 | MotoGP | Suzuki      | QAT 6    | DOH 4     | POR Ret   | SPA 20    | FRA Ret   | ITA Ret  | CAT DNS  | GER 11    | NED 11   | EST 7    | AUT 14    | GBR 2    | ARA 12  | RSM Ret | AME 4    | ERM 6   | ALG 8    | VAL Ret   |         |           |     |     | 13.º | 99   |
| 2022 | MotoGP | Suzuki      | QAT 7    | INA 5     | ARG 3     | AME 2     | POR 4     | SPA 19   | FRA Ret  | ITA Ret   | CAT Ret  | GER DNS  | NED 10    | GBR 7    | AUT 8   | RSM 7   | ARA 9    | JPN Ret | THA 12   | AUS 1     | MAL 5   | VAL 1     |     |     | 7.º  | 173  |
| 2023 | MotoGP | Honda       | POR 1013 | ARG 915   | AME 12    | SPA Ret13 | FRA Ret11 | ITA INJ  | GER INJ  | NED INJ   | GBR INJ  | AUT INJ  | CAT INJ   | RSM INJ  | IND INJ | JPN INJ | INA 918  | AUS INJ | THA INJ  | MAL INJ   | QAT INJ | VAL Ret19 |     |     | 19.º | 54   |
| 2024 | MotoGP | Yamaha      | QAT 1617 | POR 13Ret | AME Ret16 | SPA 1315  | FRA 15Ret | CAT 2012 | ITA 1513 | NED Ret19 | GER INJ  | GBR INJ  | AUT 16Ret | ARA 917  | RSM 19  | ERM DNS | INA 1115 | JPN 16  | AUS 1312 | THA Ret17 | MAL 811 | SLD 2116  |     |     | 18.º | 31   |
| 2025 | MotoGP | Yamaha      | THA 17   | ARG 1112  | AME 1115  | QAT 12    | SPA 1315  | FRA 128  | GBR 1320 | ARA 1114  | ITA 1518 | NED 1315 | GER 1015  | CZE 1518 | AUT 16  | HUN     | CAT      | RSM     | JPN      | INA       | AUS     | MAL       | POR | VAL | 19.º | 42   |

| Color     | Resultado                                                               |
| --------- | ----------------------------------------------------------------------- |
| Oro       | Ganador                                                                 |
| Plata     | 2.ª plaza                                                               |
| Bronce    | 3.ª plaza                                                               |
| Verde     | Finalizó en los puntos                                                  |
| Azul      | Finalizó sin puntos                                                     |
| Azul      | NC - No clasificado                                                     |
| Violeta   | Ret - No terminó (Carrera)                                              |
| Rojo      | DNQ - No se clasificó                                                   |
| Negro     | DSQ - Descalificado                                                     |
| Blanco    | DNS - No empezó (carrera)                                               |
| Blanco    | WD - Retirado (fin de semana)                                           |
| Blanco    | C - Carrera cancelada                                                   |
| Sin color | DNP - Inscrito pero no participó                                        |
| Sin color | INJ - Lesionado                                                         |
| Sin color | EX - Excluido                                                           |
| Estado    | Resultado                                                               |
| Negrita   | Pole position                                                           |
| Cursiva   | Vuelta rápida                                                           |
| x         | Posición en carrera sprint                                              |
| †         | Abandona, pero clasifica al completar el porcentaje requerido para ello |